# Ula (Ula) mixta
Ula (Ula) mixta is een tweevleugelige uit de familie Pediciidae. De soort komt voor in het Palearctisch gebied.